# ETV+
ETV+ – trzeci kanał telewizyjny estońskiego nadawcy publicznego Eesti Rahvusringhääling (ERR), skierowany do rosyjskojęzycznej mniejszości w Estonii, uruchomiony 28 września 2015 roku. Kanał emituje programy informacyjne oraz rozrywkowe.